# Mouvement Bolivie libre
Le Mouvement Bolivie libre (en espagnol : Movimiento Bolivia Libre ; MBL) est un parti politique de Bolivie de centre gauche actif entre 1985 et 2009.

## Histoire
Le parti est créé le 15 janvier 1985, après une scission du Mouvement de la gauche révolutionnaire (MIR). Initialement le parti est connu en tant que MIR Bolivie Libre. Il est membre de la COPPPAL.
En 1992, le parti acclame le prix Nobel de la paix décerné à Rigoberta Menchú.
Aux élections générales de 2002, le parti, allié au Mouvement nationaliste révolutionnaire, remporte 26,9 % des votes et 36 sur 130 sièges dans la Chambre des députés ainsi que 11 des 27 sièges du Sénat.
Le 17 juillet 2009, le Mouvement Bolivie libre perd son statut de parti politique reconnu. 